# Jule Niemeierová
Jule Niemeierová (* 12. srpna 1999 Dortmund) je německá profesionální tenistka. Ve své dosavadní kariéře na okruhu WTA Tour nevyhrála žádný turnaj. V sérii WTA 125 ovládla jednu singlovou soutěž. V rámci okruhu ITF získala čtyři tituly ve dvouhře.
Na žebříčku WTA byla ve dvouhře nejvýše klasifikována v listopadu 2022 na 61. místě a ve čtyřhře v srpnu 2023 na 418. místě. Připravuje se v tréninkovém centru německé tenisové federace v Řezně, kde spolupracuje s Michaelem Gesererem a Matthiasem Mischkou. V březnu 2022 se jejím hlavním trenérem stal Christopher Kas.
V německém fedcupovém týmu debutovala v roce 2021 duelem základní skupiny pražského finálového turnaje proti Česku, v němž s Annou-Lenou Friedsamové ve čtyřhře nestačily na Hradeckou se Siniakovou. Češky zvítězily 2:1 na zápasy. Do září 2023 v soutěži nastoupila ke čtyřem mezistátním utkáním s bilancí 2–1 ve dvouhře a 1–1 ve čtyřhře.

## Tenisová kariéra
V rámci událostí okruhu ITF debutovala v dubnu 2016, když na turnaj ve Wiesbadenu dotovaném 25 tisíci dolary obdržela divokou kartu. V úvodním kole podlehla Rusce Valentyně Ivachněnkové z třetí světové stovky. Premiérový titul v této úrovni tenisu vybojovala během června 2018, na severoněmeckém turnaji v Kaltenkirchenu s rozpočtem 15 tisíc dolarů. Ve finále přehrála Izraelku Vladu Ekšibarovovou z páté stovky žebříčku.
Na okruhu WTA Tour debutovala květnovou čtyřhrou Nürnberger Versicherungscupu 2018, do níž s krajankou Larou Schmidtovou získaly divokou kartu. V prvním kole nestačily na pozdější vítězky Demi Schuursovou a Katarinu Srebotnikovou. Dvouhru si poprvé zahrála o rok později na Nürnberger Versicherungscupu 2019 po zvládnutí kvalifikace. V úvodní fázi uhrála jen čtyři gamy na Kristýnu Plíškovou. Štvanický I. ČLTK Prague Open 2021 na túře ITF, s dotací 25 tisíc dolarů, ovládla po závěrečném vítězství nad Maďarkou Dalmu Gálfiovou. Do hlavní soutěže přitom prošla z kvalifikace. Bodový zisk ji posunul na nové žebříčkové maximum, 208. místo. Z prvních dvou semifinále na okruhu WTA Tour odešla poražena. Nejdříve ji na Internationaux de Strasbourg 2021 zastavila členka čtvrté světové desítky Barbora Krejčíková a na Hamburg European Open 2021 pak krajanka Andrea Petkovicová.
Premiéru v hlavní soutěži nejvyšší grandslamové kategorie zaznamenala v ženském singlu French Open 2022 po zvládnuté tříkolové kvalifikaci. Na úvod dvouhry však nestačila na Sloane Stephensovou, přestože získala úvodní sadu. Ve druhém kole navazujícího Wimbledonu 2022 vyřadila estonskou světovou trojku Anett Kontaveitovou, které uštědřila „kanára“. Poté sehrála tři duely s členkami druhé světové stovky. Přes Ukrajinku Lesju Curenkovou a Britku Heather Watsonovou prošla do čtvrtfinále, v němž nestačila na 34letou krajanku Tatjanu Mariovou, když prohospodařila zisk úvodní sady a prolomené podání soupeřky ve druhé i třetí sadě. Na US Open 2022 pak dosáhla osmifinále po vítězstvích nad Sofií Keninovou, Julií Putincevovou a Čeng Čchin-wen. Ve čtvrtém kole podlehla světové jedničce a pozdější šampionce Ize Świątekové, ačkoli si připsala první set.

## Finále série WTA 125
| Legenda                  |
| ------------------------ |
| D – dvouhra; Č – čtyřhra |
| WTA 125 (1–0 D)          |

### Dvouhra: 1 (1–0)
| Stav    | č. | datum       | turnaj               | povrch | soupeřka ve finále       | výsledek |
| ------- | -- | ----------- | -------------------- | ------ | ------------------------ | -------- |
| Vítězka | 1. | červen 2022 | Makarska, Chorvatsko | antuka | Elisabetta Cocciarettová | 7–5, 6–1 |

## Tituly na okruhu ITF
| Legenda         | Legenda         |
| --------------- | --------------- |
| Turnaje W100    | Turnaje W80     |
| Turnaje W75/W60 | Turnaje W50     |
| Turnaje W35/W25 | Turnaje W15/W10 |

### Dvouhra 4 (4 tituly)
| Č. | datum         | turnaj                 | kategorie | povrch | poražená finalistka  | výsledek |
| -- | ------------- | ---------------------- | --------- | ------ | -------------------- | -------- |
| 1. | červenec 2018 | Kaltenkirchen, Německo | W15       | antuka | Vlada Ekšibarovová   | 7–5, 6–2 |
| 2. | Aug 2019      | Lipsko, Německo        | W25       | antuka | Katharina Gerlachová | 6–3, 6–3 |
| 3. | květen 2021   | Praha, Česko           | W25       | antuka | Dalma Gálfiová       | 6–4, 6–2 |
| 4. | duben 2022    | Záhřeb, Chorvatsko     | W60       | antuka | Réka Luca Janiová    | 6–2, 6–2 |